# Велики дугоноси оклопник
Dasypus kappleri је сисар из реда Cingulata. 

## Угроженост
Ова врста је наведена као последња брига, јер има широко распрострањење и честа је врста.

## Распрострањење
Ареал врсте покрива средњи број држава. 
Врста има станиште у Бразилу, Венецуели, Колумбији, Перуу, Еквадору, Боливији, Гвајани, Суринаму и Француској Гвајани.

## Станиште
Станишта врсте су шуме, саване и речни екосистеми. 
Врста је присутна на подручју реке Амазон у Јужној Америци. 